# Никола Шкорић
Никола Шкорић (Ријека, 4. мај 1976) српски је глумац, комичар, сценариста и професор историје.

## Биографија
Избегао је у Србију 1992. Завршио је историју на Новосадском универзитету. Није могао да нађе посао у струци, па је држао часове и предавао енглески језик.
Радио је и као копирајтер у једном новосадском дизајн студију. Смишља слогане.
Пријавио се на конкурс Радио-телевизије Војводине за хонорарног сарадника 2008. Учествовао је у формирању сатиричних пројеката као што су Ноћна смена, Велика Србија и најпопуларнијег Државни посао где је стекао популарност улогом Крајишника Драгана Торбице. Заједно са Димитријем Бањцем и Дејаном Ћирјаковићем ради на серији.
Ожењен је, има сина и ћерку.

## Одабрани ТВ пројекти
Раније емитовање
      Тренутно емитовање
| Емитовање | ТВ пројекти                                | ТВ емитери                                                             |
| --------- | ------------------------------------------ | ---------------------------------------------------------------------- |
| 1         | Ноћна смена                                | РТВ                                                                    |
| 2         | Велика Србија                              | Б92                                                                    |
| 3         | Срби у свемиру (Вече са Иваном Ивановићем) | Прва ТВ                                                                |
| 4         | Маринко Магла (Вече са Иваном Ивановићем)  | Прва ТВ                                                                |
| 5         | Прави фудбал                               | РТВ                                                                    |
| 6         | Државни посао                              | 1. Суперстар (премијерно приказивање) 2. РТВ (приказивање у закашњењу) |

## Улоге у синхронизацијама
| Година | Наслов                                         | Улога | Студио        |
| ------ | ---------------------------------------------- | ----- | ------------- |
| 2025.  | Принцеза коју је отео змај који отима принцезе |       | Синкер медија |